# Nibbles
Nibbles è un videogioco del 1991 dalle regole piuttosto semplici. Programmato da Rick Raddatz, viene considerato un clone del gioco Blockade del 1976. Il gioco è molto popolare poiché fu incluso nella versione 5.0 di MS-DOS come programma dimostrativo del QBasic di Microsoft del 1990.

## Modalità di gioco
L'obiettivo del gioco è condurre un serpente virtuale (o verme) all'interno di uno spazio chiuso e raggiungere alcuni oggetti disseminati per il livello. Questi oggetti, a seconda della versione, sono di aspetto diverso: possono essere dei semplici numeri da prendere in sequenza, o anche oggetti più complessi come frutti. Solitamente la difficoltà del gioco, oltre a essere dovuta all'aumentare della velocità, è anche dovuta alla lunghezza del serpente, che aumenta ogni volta che si raggiunge un oggetto. 
Il giocatore quindi deve evitare di sbattere contro le pareti e anche contro lo stesso corpo del verme mentre si muove e si avvolge su se stesso per cambiare direzione. Dopo un certo numero di oggetti raggiunti, il giocatore passa al livello successivo, in cui sullo schermo appaiono nuove barriere e la velocità del serpente aumenta. Il gioco ha una modalità multiplayer dove un secondo giocatore può controllare contemporaneamente un altro serpente.